# Teenuse
Koordinaten: 58° 49′ N, 24° 13′ O
Teenuse (deutsch Stenhusen) ist ein Dorf (estnisch küla) in der estnischen Landgemeinde Märjamaa im Kreis Rapla. Es hat 123 Einwohner (Stand 31. Dezember 2005). Zu Teenuse gehört auch der Ortsteil Altküla.

## Ort und Geschichte
Teenuse liegt am gleichnamigen Fluss Teenuse jõgi, dem Ober- und Mittellauf des Kasari jõgi. Eine 67,5 m lange Brücke überquert in Teenuse den Fluss. Sie wurde 1908 errichtet. Von 1947 bis 1996 befand sich in Teenuse eine hydrometrische Station, die vom Estnischen meteorologischen und hydrologischen Institut (Eesti Meteoroloogia ja Hüdroloogia Instituut) betrieben wurde.
Das Dorf wurde erstmals 1456 urkundlich erwähnt. Im 16. Jahrhundert entstand das Gut Teenuse. Es stand spätestens seit 1765 im Eigentum der adligen Familie von Maydell. Teenuse ist der Geburtsort des deutschbaltische Malers Friedrich Ludwig von Maydell (1795–1846).
Das heutige Gutshaus stammt aus dem 18. Jahrhundert. Es wurde durch Brandstiftung 1905 schwer beschädigt, anschließend aber renoviert und umgebaut. Im Gutshaus, das auf drei Seiten von den Flüssen Teenuse jõgi und Luiste jõgi umgeben ist, befanden sich während der sowjetischen Besetzung Estlands das Kulturhaus des Ortes und bis 1996 eine Grundschule. Heute ist darin die Bücherei des Dorfes untergebracht. Erhalten sind auch noch das Verwalterhaus und der Speicher mit rotem Ziegelschornstein aus dem 18. Jahrhundert. Der drei Hektar große Park liegt eingebettet in die natürliche Umgebung.